# 千葉市立園生小学校
千葉市立園生小学校（ちばしりつ そんのうしょうがっこう）は、千葉県千葉市稲毛区小仲台9丁目に所在する、市立小学校である。
稲毛区内の市立小学校としては稲毛小学校に次いで、2番目に古い小学校である。

## 歴史
- 1874年（明治7年） - 第一大学区第二十四中学区第二十九番学区園生小学校として、千葉郡園生村の寺院、金蔵院を校舎に開校。[1]
- 1882年（明治15年） - 小中台村に分校を設ける。
- 1890年（明治23年） - 三和尋常小学校に改称。
  - 同時に園生字馬場67番地（園生・宮野木・小中台の3地区の境）に校舎を新築。新校舎の建設中は、園生・宮野木の児童は金蔵院で学び、小中台の児童は日永寺で学んでいた。新校舎の建設後、小中台の分校を本校に統合。
- 1912年（明治45年） - 殿台尋常小学校（現・都賀小学校）と統合。都賀尋常小学校第一分教場となる。
  - 1年生から4年生までが分教場で学び、5年生から6年生は作草部の本校に通う事になる。
- 1937年（昭和12年） - 都賀村の千葉市編入に伴い千葉市立都賀尋常高等小学校第一分教場となる。
- 1942年（昭和17年） - 太平洋戦争の悪化に伴い、5年生・6年生が軍事施設が密集する、作草部の本校に通うには空襲の危険もあるという理由もあり、千葉市園生国民学校[2]として、都賀国民学校から分離・独立。市内12番目の小学校として誕生。[3]
- 1944年（昭和19年）- 高等科を設ける。
- 1945年（昭和20年） - 戦災により校舎を焼失。陸軍高射砲学校の敷地を仮校舎とする。
- 1947年（昭和22年） - 千葉市立園生小学校に改称。
- 1949年（昭和24年）- 小中台町877番地（現・小仲台9丁目）の現在地に移転。
- 1960年（昭和35年） - 校歌制定。
- 1965年（昭和40年） - 小中台小学校が、当校から分離して開校。
- 1971年（昭和46年） - 宮野木小学校が、当校から分離して開校。
- 1974年（昭和49年） - 創立100周年記念式典挙行
- 1984年（昭和59年） - 創立110周年記念式典挙行

- 1994年（平成6年） - 創立120周年記念式典挙行
- 2004年（平成16年） - 創立130周年記念式典挙行
- 2015年（平成27年） - 創立140周年記念式典挙行
- 2025年（令和7年）　-創立150周年記念式典挙行

## 学区
- 園生町（小中台小学区・あやめ台小学区・草野小学区・柏台小学区・千草台小学区・宮野木小学区以外の地域）
- 宮野木町（宮野木小学区以外の地域）
- 小中台町（西小中台小学区以外の地域）
- 小仲台（小中台小学区・稲丘小学区・弥生小学区・小中台南小学区以外の地域）

## 旧所在地
- 三和尋常小学校・都賀尋常（高等）小学校第一分教場・都賀国民学校園生第一分校・園生国民学校

千葉市園生町67番地（1890年 - 1948年まで）

## 備考
- 前身の、三和尋常小学校の校長を務めた安川辰蔵は、千葉山（千葉氏の墓跡）等を発掘調査している。
- 上記の所在地移転の経緯から、戦後に制定された当校の校歌の歌詞には、校名は園生小学校だが、移転先の「小中台」（当時・小中台町）という地名が使われている。
- 高等科の授業は、1942年に国民学校として独立するまで、園生・宮野木の児童は作草部の本校で受け、小中台の児童は検見川尋常高等小学校まで通学して受けていた。

## 交通アクセス
- JR稲毛駅より京成バス「京成団地」行きで「園生小学校」下車。

## 著名な出身芸能人
- マツコ・デラックス